# Riot!
Riot! – drugi album amerykańskiej grupy Paramore, wydany w Stanach Zjednoczonych 12 czerwca 2007, a w Wielkiej Brytanii 25 czerwca 2007.
Album został nagrany w New Jersey pod nadzorem producenta David Bendetha. Grupa postanowiła nazwać album Riot! (ang. bunt, zamieszki) ponieważ spodobała im się definicja tego słowa:
„Nagły wybuch niekontrolowanych emocji”
Wytwórnia Fueled by Ramen wydała reedycję płyty Riot! 20 listopada 2007 jako Specjalną Edycję MVI (music video interactive). Na płytach znalazły się dodatkowe utwory oraz inne ciekawe dodatki jak nagrania z występów na żywo lub karaoke do utworów „Misery Business” i „Crushcrushcrush”.

## Lista utworów
1. „For a Pessimist, I'm Pretty Optimistic” – 3:48
2. „That’s What You Get” – 3:40
3. „Hallelujah” – 3:23
4. „Misery Business” – 3:31
5. „When It Rains” – 3:35
6. „Let the Flames Begin” – 3:18
7. „Miracle” – 3:29
8. „Crushcrushcrush” – 3:09
9. „We Are Broken” – 3:38
10. „Fences” – 3:19
11. „Born for This” – 3:58

## Utwory dodatkowe

### RIOT! Specjalna/Limitowana Edycja MVI
1. „When It Rains” (Demo) – 3:24
2. „Misery Business” (Acoustic) – Live from Q101 Chicago – 3:17.
3. „Pressure” (Acoustic) – Live from Q101 Chicago – 3:01
4. „For a Pessimist, I'm Pretty Optimistic” – Live from London – 3:59
5. „Born for This” – Live from London – 4:20

Nagrania video
- 3 występy na żywo z Londynu
- „No Home but the Road” z trasy koncertowej „Vans Warped Tour 2007"
- Klipy do utworów „Hallelujah” oraz „Misery Business"
- „The Making of RIOT!” – materiał o powstawaniu płyty

Karaoke
- „Misery Business"
- „Crushcrushcrush"

Dodatki
- Galeria zdjęć
- Kod zniżkowy w sklepie Paramore
- Możliwość zremiksowania „Misery Business” oraz „crushcrushcrush” za pomocą „Nu-Myx"
- Możliwość zrobienia dzwonków na telefon za pomocą „Ur-Tone"
- Teksty piosenek, tapety, ikony i wiele innych gadżetów

## Single
- „Misery Business” – 3:18
- „Hallelujah” – 3:23
- „Crushcrushcrush” – 3:09
- „That’s What You Get” – 3:40

## Certyfikaty i sprzedaż
| Kraj                     | Certyfikat         | Sprzedaż   |
| ------------------------ | ------------------ | ---------- |
| Australia (ARIA)         | platynowa płyta    | 70 000+    |
| Kanada (MC)              | złota płyta        | 50 000+    |
| Nowa Zelandia (RMNZ)     | platynowa płyta    | 15 000+    |
| Stany Zjednoczone (RIAA) | 3× platynowa płyta | 3 000 000+ |
| Wielka Brytania (BPI)    | platynowa płyta    | 300 000+   |